# Coporitos
Coporitos är en ort i Mexiko.   Den ligger i kommunen Pénjamo och delstaten Guanajuato, i den centrala delen av landet, 300 km väster om huvudstaden Mexico City. Coporitos ligger 1 875 meter över havet och antalet invånare är 233.
Terrängen runt Coporitos är kuperad åt nordväst, men åt sydost är den platt. Runt Coporitos är det ganska tätbefolkat, med 104 invånare per kvadratkilometer. Närmaste större samhälle är Pénjamo, 4,5 km öster om Coporitos. I omgivningarna runt Coporitos växer huvudsakligen savannskog.